# Goče
Goče – wieś w Słowenii, w gminie Vipava. W 2018 roku liczyła 183 mieszkańców.